# Мальчиш (радиоконструктор)

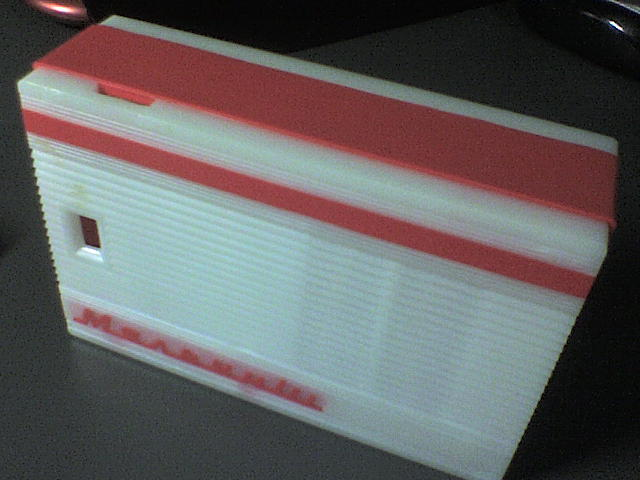
Корпус

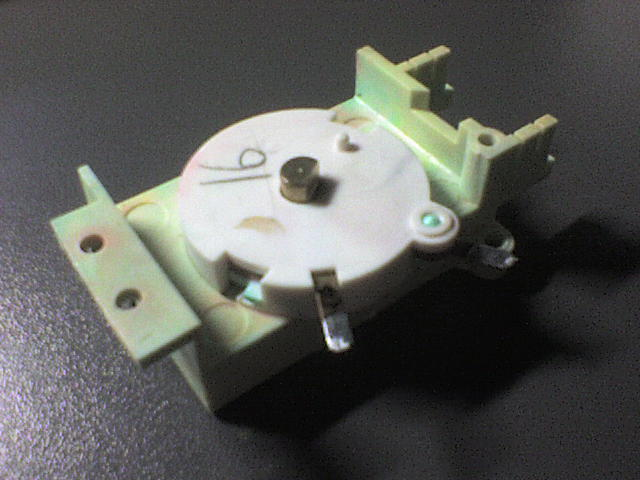
Узел конденсатора настройки

«Мальчи́ш» — радиоконструктор, разработанный и производившийся опытно-экспериментальным школьным заводом «Чайка» c 1972 по 1991 год. В комплект набора входили корпус радиоприёмника, гетинаксовая,  текстолитовая, позже-картонная плата, для навесного монтажа с отверстиями для столбиков из медной проволоки, набор радиоэлементов, инструкция по сборке.
Первую версию набора выпускали в двух вариантах (первый — трансформаторный, второй — беcтрансформаторный). В комплектацию первого варианта входил полный набор радиоэлементов, в комплекте второго отсутствовали резисторы и конденсаторы. Цена этих наборов на момент выпуска составляла, соответственно, 8 и 4 рубля. Схема набора представляла собой рефлексный радиоприёмник прямого усиления 2-V-3 на пяти германиевых транзисторах, для работы в диапазоне ДВ (400—1800 метров).

## Принцип работы
Схема представляет собой приёмник прямого усиления 2-V-3 (2-два каскада усиления высокой частоты – ВЧ, V – детектор, 3 – три каскада усиления низкой частоты – НЧ).
Входной контур образован катушкой индуктивности L1 магнитной антенны и конденсатором переменной ёмкости С1. С катушкой L1 индуктивно связана вторая катушка, L2, также расположенная на ферритовом стержне.
Высокочастотные колебания через вторую катушку связи магнитной антенны поступают на базу первого каскада (УВЧ), выполненного на первом транзисторе V1. Нагрузкой первого каскада УВЧ является первичная обмотка высокочастотного трансформатора Т1, включённая последовательно с резистором R2. Через резистор R1 на базу транзистора V1 подаётся напряжение смещения, определяющее режим работы транзистора. Для устойчивой работы схемы радиоприёмника коэффициент усиления транзистора V1 должен быть больше, чем коэффициент усиления.
Транзистор V2 используется в рефлексной схеме, т. е. работает в качестве УВЧ, а затем в качестве УНЧ.
Использование рефлексной системы позволяет сократить число транзисторов и других деталей.
Усиленные первым каскадом высокочастотные колебания со вторичной обмотки ВЧ трансформатора Т1 поступают на базу транзистора V2  и усиливаются вторично. Нагрузкой транзистора V2 по высокой частоте является дроссель L3. Пройдя через конденсатор С4, высокочастотные колебания детектируются диодом V3. Диод V3 работает с большим отпирающим током, величина которого задаётся резистором R4.
Напряжение НЧ, получившееся в результате детектирования, через фильтр из резистора R4 и конденсатора С3, препятствующий прохождению ВЧ, снова подаётся на базу транзистора V2, который теперь используется как УНЧ.
Нагрузкой транзистора V2 по низкой частоте служит резистор R5. Фильтр из резистора R6 и конденсатора С6 служит для развязки каскада по цепям питания от остальной схемы, а через резистор R3 на базу транзистора V2 подаётся смещение. Второй каскад УНЧ выполнен на транзисторе V4, нагрузкой которого служит согласующий трансформатор Т2.
Через резистор R7 на базу транзистора V4 подаётся смещение. Благодаря наличию конденсатора С7 каскад охвачен отрицательной обратной связью, предохраняющий приёмник от возбуждения на высших звуковых частотах, а также несколько улучшающей качество звучания.
Выходной каскад УНЧ для увеличения выходной мощности собран по двухтактной схеме на транзисторах V5 и V6 и работает в экономичном режиме класса «В». Коэффициент усиления транзисторов V5 и V6 должен быть одинаковым.
Режим каскада устанавливается резисторами R8, R9 и R10. Нагрузкой каскада служит динамический громкоговоритель В1, включённый через выходной трансформатор Т3.
Конденсатор С8, подключённый параллельно источнику питания, уменьшает его внутреннее сопротивление и предотвращает возбуждение приёмника.

## Содержание набора
| Наименование деталей и обозначение на принципиальной схеме | Тип, марка                                                            | Предельные параметры | К-во   |
| ---------------------------------------------------------- | --------------------------------------------------------------------- | -------------------- | ------ |
| Конденсатор С2                                             | КД, КЛС, КДС                                                          | от 4700 до 33000 пф  | 1      |
| Конденсатор С3                                             | * * *                                                                 | от 4700 до 15000 пф  | 1      |
| Конденсатор С4                                             | КД, КЛС, КДС, КТ                                                      | от 1000 до 3000 пф   | 1      |
| Конденсатор С7                                             | * * * *                                                               | от 1000 до 1500 пф   | 1      |
| Конденсатор С5                                             | ЭМ, К-50-3, К-50-12                                                   | от 0.5 до 2 мкф      | 1      |
| Конденсатор С6                                             | * * *                                                                 | от 15 до 20 мкф      | 1      |
| Конденсатор С8                                             | * * *                                                                 | от 15 до 20 мкф      | 1      |
| Резистор R1                                                | УЛМ - 0.12; ВС - 0.125; МЛТ - 0.125                                   | от 100 до 200 кОм    | 2*     |
| Резистор R3                                                | * * *                                                                 | от 51 до 160 кОм     | 3*     |
| Резистор R7                                                | * * *                                                                 | от 51 до 160 кОм     | 2*     |
| Резистор R8                                                | * * *                                                                 | от 12 до 30 кОм      | 3*     |
| Резистор R9                                                | * * *                                                                 | от 12 до 30 кОм      | 3*     |
| Резистор R5, R6                                            | * * *                                                                 | от 8,2 до 15 кОм     | 2      |
| Резистор R2                                                | * * *                                                                 | от 720 до 1.2 кОм    | 1      |
| Резистор R10                                               | * * *                                                                 | от 180 до 220 кОм    | 1      |
| Диод V3                                                    | Д2Б-Д2И, Д1А-Д1В, Д9-Д9М                                              | -                    | 1      |
| Транзистор V1, V2                                          | П401, П402, П403, П403А, П416, П416А, П422                            | -                    | 2      |
| Транзистор V4, V5, V6                                      | МП39, МП39Б, МП40, МП41, МП41А, МП42, МП42А                           | -                    | 3      |
| Трансформатор выходной Т3                                  | -                                                                     | -                    | 1**    |
| Трансформатор согласующий Т2                               | -                                                                     | -                    | 1**    |
| Громкоговоритель В1                                        | -                                                                     | -                    | 1**    |
| Плата монтажная                                            | -                                                                     | -                    | 1**    |
| Корпус приёмника                                           | -                                                                     | -                    | 1      |
| Крышка приёмника                                           | -                                                                     | -                    | 1**    |
| Ферритовый стержень                                        | Плоский 3х20х100 или круглый 8х100 мм                                 | -                    | 1**    |
| Ферритовое кольцо                                          | АК 8х4х2 мм (в перых выпусках), позже 7х4х2 мм                        |                      | 2      |
| Ручка конденсатора                                         | -                                                                     | -                    | 1**    |
| Подвижный контакт выключателя                              | -                                                                     | -                    | 1**    |
| Неподвижный контакт выключателя                            | -                                                                     | -                    | 1**    |
| Конденсатор переменной ёмкости С1                          | -                                                                     | -                    | 1**    |
| Кронштейн батареедержателя                                 | -                                                                     | -                    | 1**    |
| Провод                                                     | ПЭЛШО, ПЭШО диам. 0.1 мм или ПЭТВ-2 диам. 0.13 - 0.15 мм (на катушке) | -                    | 12 м   |
| Провод                                                     | ПЭТВ-2 диаметром 0.1 мм (на катушке)                                  | -                    | 16 м   |
| Провод                                                     | ПМВ диаметром 0.2 - 0.35 мм                                           | -                    | 0.5 м  |
| Провод                                                     | ПЭТВ-2 диаметром 1.5 мм                                               | -                    | 0.26 м |
| Винт М3                                                    | -                                                                     | -                    | 2**    |
| Инструкция                                                 | -                                                                     | -                    | 1      |

Примечания:
1. Резисторы, отмеченные одной звёздочкой*, даны в большем количестве, чем указано в схеме, для подбора коллекторных токов транзисторов.
2. Комплектующие, отмеченные двумя звёздочками**, вмонтированы в корпус приёмника.

## Недостатки
Недостатками конструкции этого приёмника являлись отсутствие регулятора громкости и ненадёжный выключатель питания. Кроме того, наборы подчас комплектовались неисправными звуковыми трансформаторами и вышедшими из строя транзисторами.
Для начинающего любителя сборка была излишне трудоёмкой — требовалось самостоятельно наматывать миниатюрные высокочастотные элементы на ферритовых кольцах. Рефлексная схема была склонна к самовозбуждению и требовала аккуратного, надёжного монтажа с последующей тщательной настройкой.
В 1976 году набор был незначительно модернизирован — устранены мелкие недоработки.
В 1986 году произошло существенное изменение набора — его схема была полностью переработана под более современные электронные компоненты. Новый вариант представлял собой приёмник прямого усиления на 7 кремниевых транзисторах. Исключены трансформаторы и дроссели. В корпусе появилось окошко под лимб и держатели для динамика и кронштейна для батареи, в ранних моделях и динамик и кронштейн приклеивались к корпусу клеем. Навесной монтаж остался прежним.
Схема первого варианта приёмника (5-транзисторного) рассматривалась в популярной книге В. Г. Борисова «Юный радиолюбитель» и в журнале «Радио» N 1 за 1976 год.